# Szo Hjonuk
Szo Hjonuk (hangul: 서현욱, handzsa: 徐賢旭, RR: So Hyon-uk; 1992. április 17. –) észak-koreai válogatott labdarúgó, a Rjongnamszan Sportegyesület középpályása.

## Sikerei, díjai

### Klubcsapatokban
4.25
- Észak-koreai bajnok: 2012, 2013, 2015, 2017
- Észak-koreai kupagyőztes: 2013, 2014, 2015, 2016

 Zrinjski Mostar
- Bosnyák bajnok: 2017–18

### A válogatottban
Észak-Korea U23
- Ázsia-játékok: 2014 (ezüstérmes)